# فالديليتشا
فالديليتشا (بالإنجليزية: Valdilecha)‏ هي بلدية ومدينة في منطقة الحكم الذاتي وتقع في منطقة مدريد في وسط إسبانيا. تبلغ مساحة هذه المدينة (كم²)، ويبلغ عدد سكانها 2816 نسمة حسب إحصاء سنة 2012 م.

## وصلات خارجية
- http://www.valdilecha.org